# Kirchhain

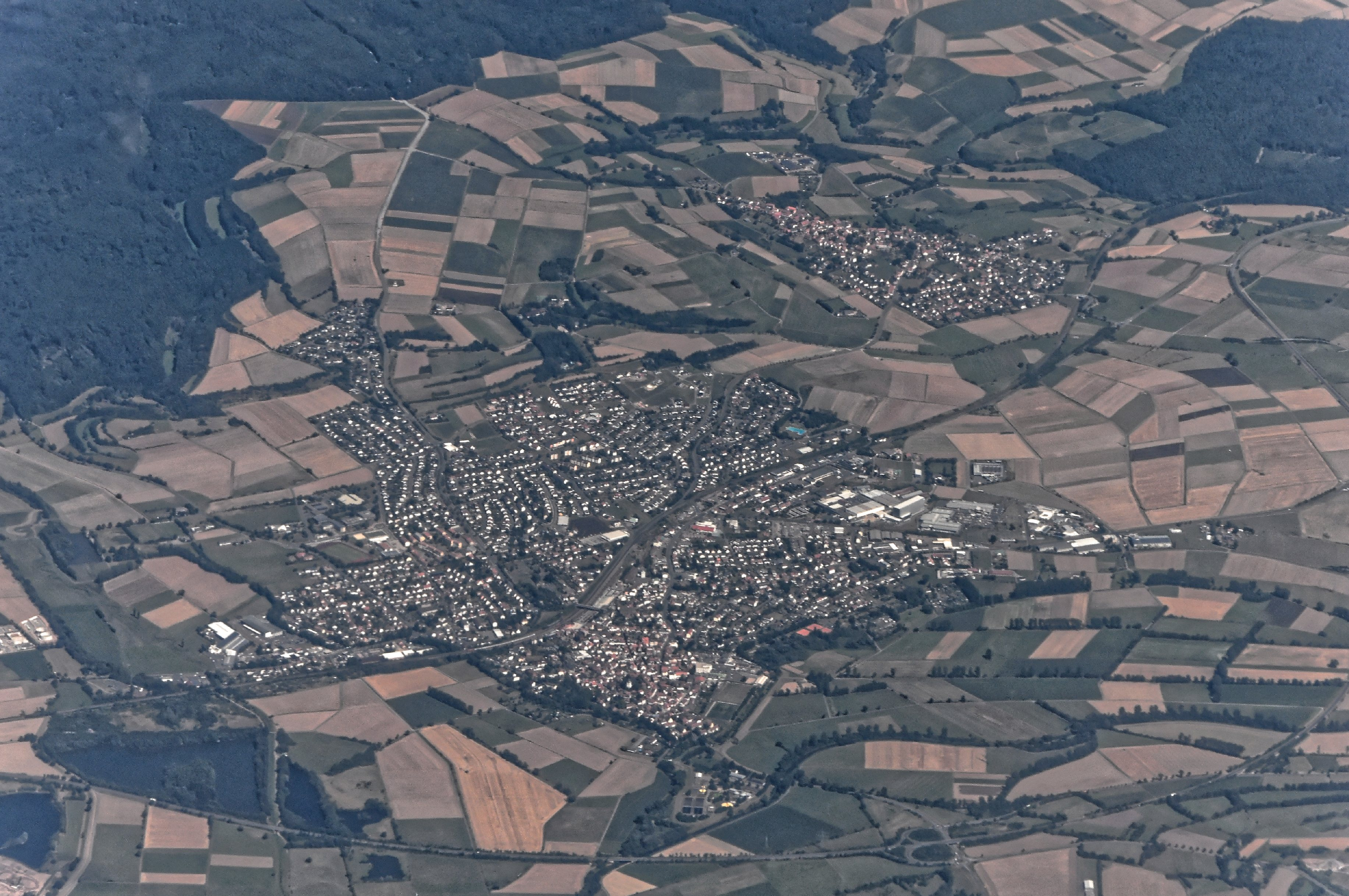
Kirchhain von oben (2013)

Kirchhain ist eine Stadt im mittelhessischen Landkreis Marburg-Biedenkopf.

## Geografie

### Geografische Lage
Kirchhain liegt in Mittelhessen am Nord(ost)rand des Amöneburger Beckens an den Flüssen Ohm, Wohra und Klein. Die Kernstadt liegt etwa 12 km östlich von Marburg, nordöstlich der Einmündung der Wohra in die Ohm, an der sich west- und südlich Kirchhains zum Schutz der am Fluss gelegenen Ortschaften das Hochwasserrückhaltebecken Kirchhain/Ohm ausbreitet.
Die höchste Erhebung des Stadtgebietes ist der 380 m ü. NN hohe, mit einem Aussichtsturm versehene Burgholz im Norden, an dessen Gipfel sich auch der gleichnamige Ortsteil befindet. Der Burgholz ist der südwestlichste Ausläufer der Gilserberger Höhen, die den Norden der Oberhessischen Schwelle bilden und entlang der Rhein-Weser-Wasserscheide den Kellerwald nach Süden abdachen. Auch der nordöstlichste Ortsteil Emsdorf liegt, auf etwa 300 m Höhe, innerhalb dieses Höhenzuges, an dessen Südhängen sich auch noch von Talhöhe aus der nordöstliche Ortsteil Langenstein (bis 270 m) und der äußerste Norden von Kirchhain-Stadt (bis etwa 280 m) in Richtung Kirchhainer Stadtwald ziehen.
Nordwestlich der Kernstadt, jenseits der Wohra und an den Flanken des Südlichen Burgwalds liegen die Ortsteile Himmelsberg und Sindersfeld in Höhen von je um 280 m. Hier befindet sich auch der Staatsforst Rauschenberg, zu dem auch der nördliche Großteil des Waldes bei Burgholz (nördlich des Stadtwaldes) gehört.
Östlich der Kernstadt führt die Bundesstraße 454 in Richtung Stadtallendorf unmittelbar über den zur Oberhessischen Schwelle zählenden Neustädter Sattel, der vergleichsweise sanft ansteigt.
Die Gebiete westlich und südlich der Stadt sind durch die Ackerflächen und Auenlandschaften des Amöneburger Beckens geprägt, die nur durch den Basaltkegel der Amöneburg, 3 km südlich der Kirchhainer Kernstadt, unterbrochen werden. Hier liegen – neben Großteilen der Kernstadt – alle bisher nicht aufgeführten Ortsteile auf Höhen von etwa 190 bis 220 m, wobei sich die westlichen Ortsteile bereits in unmittelbarer Nähe der Lahnberge befinden, während die nördlichen Ortsteile Betziesdorf, Anzefahr und Stausebach mit dem (südlichen) Burgwald benachbart sind.

### Nachbargemeinden
| Cölbe          | Rauschenberg                                |                |
| Marburg        | Kompassrose, die auf Nachbargemeinden zeigt | Stadtallendorf |
| Ebsdorfergrund | Amöneburg                                   |                |

Alle Nachbargemeinden gehören zum Landkreis Marburg-Biedenkopf.

### Stadtgliederung

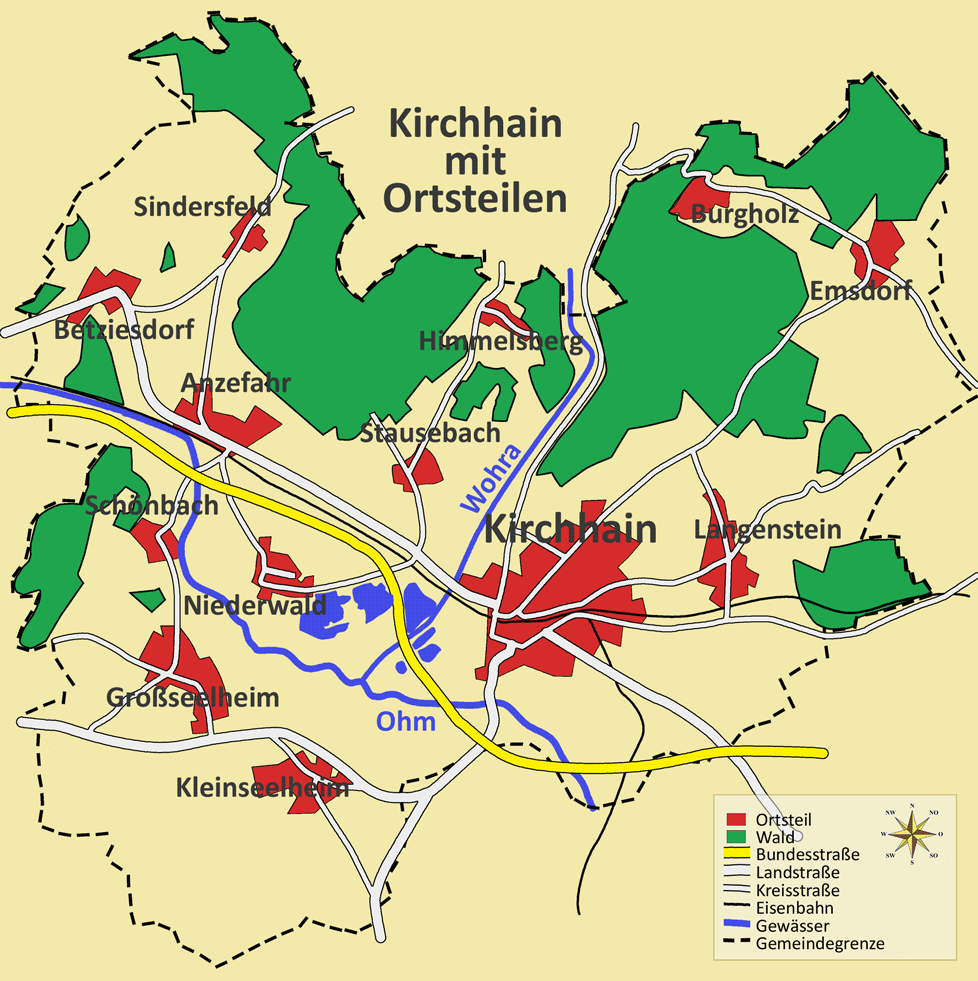
Stadtgebiet von Kirchhain mit Lage der zwölf Ortsteile

Neben der Kernstadt Kirchhain mit ca. 8300 Einwohnern verteilen sich weitere 8900 Einwohner auf die zwölf Stadtteile:
| - Anzefahr - Betziesdorf - Burgholz - Emsdorf - Großseelheim - Himmelsberg | - Kleinseelheim - Langenstein - Niederwald - Schönbach - Sindersfeld - Stausebach |

## Geschichte

### Ortsgeschichte

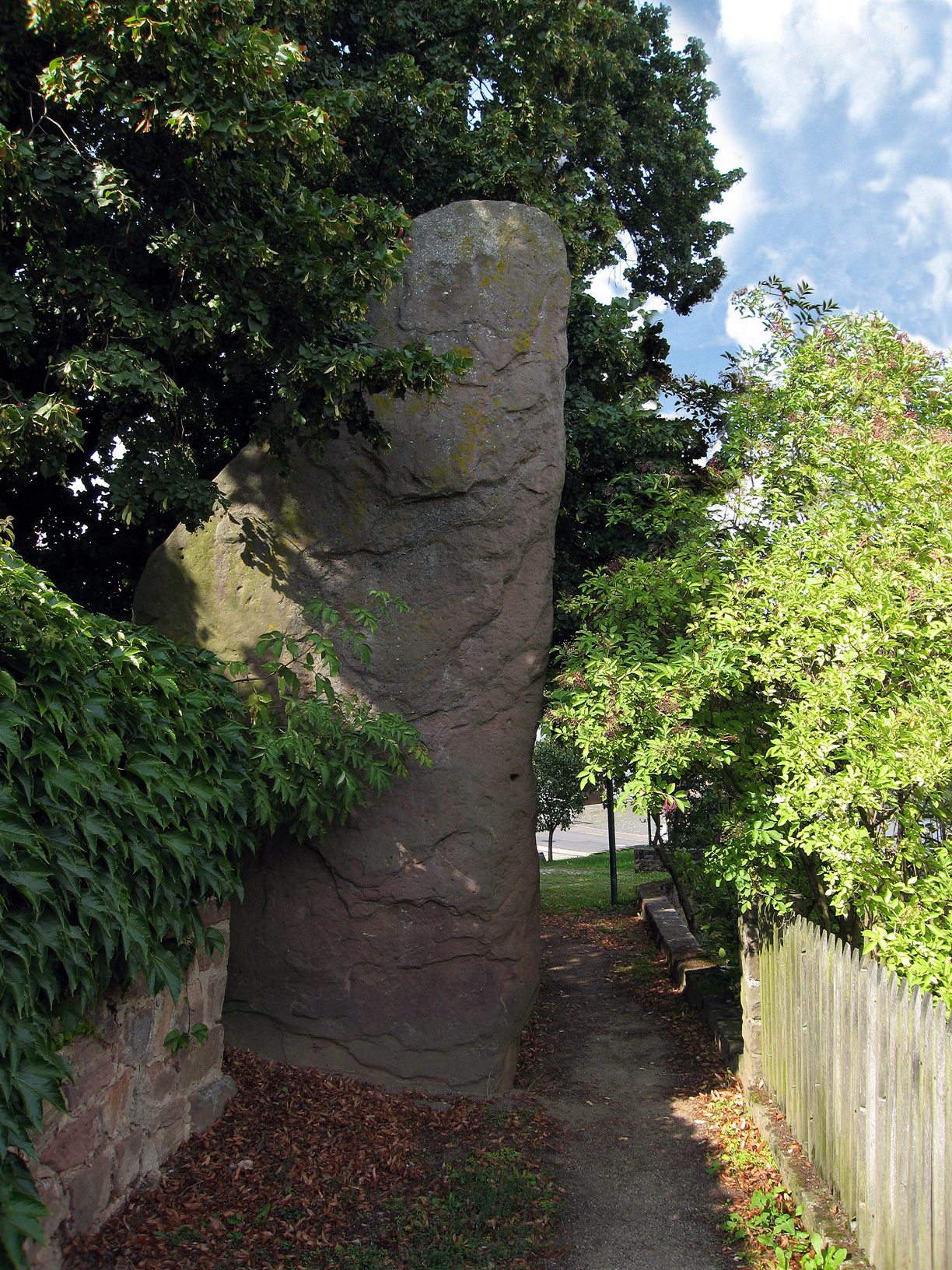
Der Menhir von Langenstein

Bereits zu prähistorischer Zeit verliefen durch das heutige Stadtgebiet Kirchhains Fern- und Verbindungswege. Seit der frühen Jungsteinzeit lassen sich dort fast kontinuierlich Siedlungen nachweisen. Der Menhir von Langenstein ist das herausragende Zeugnis dieser Epoche. Der Höhepunkt des Siedlungsausbaues lag in der jüngeren Eisenzeit (5. Jahrhundert v. Chr.).
Erste territoriale Bildungen entstanden jedoch erst im 12. Jahrhundert n. Chr. Im Jahr 1146 erfolgte die erste bekannte Erwähnung der Siedlung unter dem Namen „Werplohen“. Die Region gehörte seinerzeit zur Landgrafschaft Thüringen bzw. ab 1247 Hessen, während die benachbarte Amöneburg und weite Teile des Umlandes im Besitz der Erzbischöfe von Mainz waren. Immer wieder kam es seit dieser Zeit zu Auseinandersetzungen zwischen den Mainzern und Hessen um die Landeshoheit. Ab dem 13. Jahrhundert förderten daraufhin die Landgrafen von Hessen den Ausbau Kirchhains als hessisches Bollwerk gegen das mainzische Amöneburg, um die Region kontrollieren zu können. Kirchhain entwickelte sich fortan zum wirtschaftlichen Zentrum des Amöneburger Beckens. Die Stadtrechte erhielt Kirchhain vermutlich vor 1348, als offizielles Stadtgründungsjahr wird jedoch mangels früherer urkundlicher Nachweise erst das Jahr 1352 angesehen.

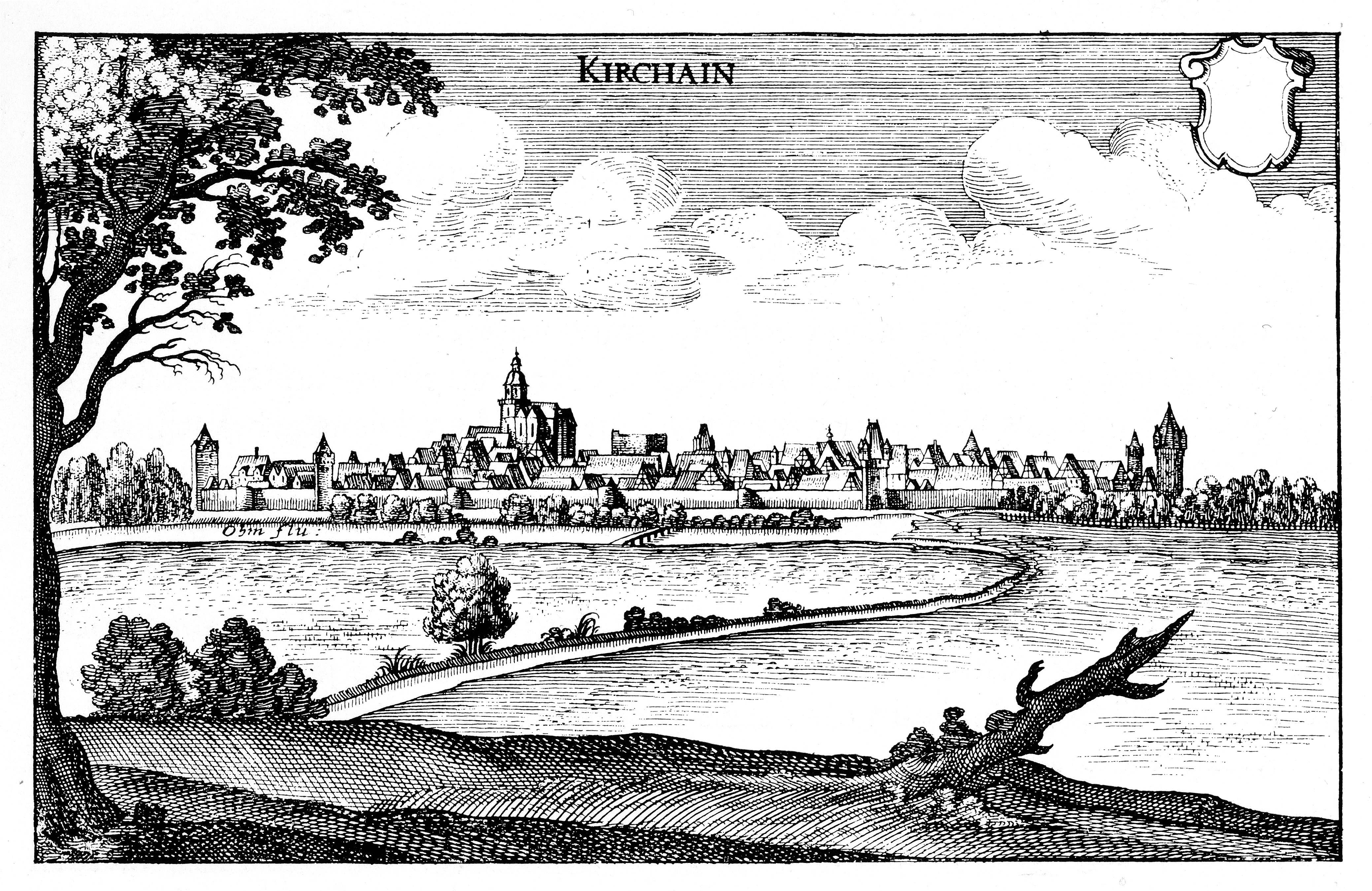
Kirchhain – Auszug aus der Topographia Hassiae von Matthäus Merian 1655

Seit dem 15. Jahrhundert bildeten die wichtigen Handelsstraßen „Lange Hessen“ und Köln-Leipziger-Handelsstraße in Kirchhain einen Straßenknoten und begünstigten damit die weitere wirtschaftliche Erschließung der Stadt. Die gute Verkehrsanbindung führte im Dreißigjährigen Krieg dazu, dass Kirchhain einige Male besetzt wurde, zeitweilig Hauptquartier verschiedener Armeen war und damit unter der häufigen Einquartierung von Truppen zu leiden hatte. 1636 waren in und um die Stadt etwa 12.000–14.000 Soldaten untergebracht. Für die damalige Stadtbevölkerung von ca. 1.000 Einwohnern war dies eine enorme Belastung. Über den Krieg in und um Kirchhain berichtet auch Caspar Preis in seiner Stausebacher Ortschronik.
Ebenfalls unter den Kriegswirren zu leiden hatte Kirchhain im Siebenjährigen Krieg, denn auch hier führte die gute Verkehrslage immer wieder Truppen in die Stadt.
Von 1807 bis 1813 war Kirchhain Verwaltungssitz des Kantons Kirchhain im Königreich Westphalen. Folgende Beschreibung wird hierzu gegeben: „Kirchhain, Stadt und Kantonshauptort, am dem Einflusse der Wohra in die Ohm. Sie zählt 1 Burgsitz, 1 lutherische und 1 reformierte Kirche, mit 403 Häusern und 1.977 Menschen.“
Von 1821 an war Kirchhain Kreisstadt des neu geschaffenen Kreises Kirchhain, bis dieser 1932 mit dem Kreis Marburg zusammengelegt wurde.
Von der jüdischen Bevölkerung Kirchhains, die vom Ende des 16. Jahrhunderts im Ort ansässig war, ist Elchanan Henle Kirchhain, der bekannteste. Sein Grabstein ist auf dem jüdischen Friedhof Kirchhains erhalten.
1850 erhielt Kirchhain Anschluss an die Main-Weser-Bahn. In diesem Zusammenhang wurde auch die Bahnhofstraße neu angelegt und Teile der Stadtmauer entfernt. An der Bahnhofstraße entstand ein Postgebäude, an der Römerstraße wurde die Synagoge errichtet und etwas später auch die katholische Kirche, während das Rathaus 1913/14 das heutige Aussehen erhielt. An die Toten des Ersten Weltkriegs erinnert ein 1922 erbautes Denkmal im Annapark. In der Zeit der Weimarer Republik entstand auch die Jahn-Turnhalle als Mehrzweckbau sowie das Wohngebiet „Siedlung“.
Im März 1933 erhielt die NSDAP im Landkreis Marburg 63 % der Stimmen, was deutlich über dem Reichsdurchschnitt lag. Beim Novemberpogrom 1938 wurde die Synagoge im Innern beschädigt; sie wurde jedoch nicht in Brand gesteckt, sondern fiel schließlich dem Abbruch zum Opfer. 1945 kamen bei der Verteidigung der Stadt gegen anrückende amerikanische Truppen 40 junge, unausgebildete Soldaten sowie zwei Zivilisten ums Leben. Kriegsschäden durch Artilleriebeschuss und nachfolgende Brände zeigten sich vor allem in der Untergasse.
In der Nachkriegszeit war zunächst der Zuzug zahlreicher Flüchtlinge aus den Ostgebieten zu bewältigen. Der wirtschaftliche Aufschwung wurde durch die Ansiedlung eines Werks der Marburger Tapetenfabrik gefördert. Die bei Kriegsende zerstörte katholische St.-Elisabeth-Kirche wurde wiedererrichtet und Ende der 1960er Jahre wurde im Neubaugebiet an der Röthe auch eine evangelische Kirche gebaut.

### Stolpersteine
Ab dem Jahr 2015/16 wurden die ersten Stolpersteine im Stadtgebiet zum Gedenken an die jüdische Bevölkerung bzw. die Opfer des Holocaust in der NS-Zeit gesetzt. Dies ist vor allem dem Engagement einiger Schüler und Lehrer der Alfred-Wegener Schule aus Kirchhain zu verdanken.

### Eingemeindungen
Am 1. Februar 1971 wurden im Zuge der Gebietsreform in Hessen die bis dahin selbständigen Gemeinden Anzefahr, Betziesdorf, Burgholz, Himmelsberg, Kleinseelheim, Niederwald und Schönbach auf freiwilliger Basis als Stadtteile eingegliedert. Am 31. Dezember 1971 kamen Langenstein, Sindersfeld und Stausebach hinzu. Emsdorf und Großseelheim folgten durch Landesgesetz am 1. Juli 1974.
Für alle ehemals eigenständigen Gemeinden wurden Ortsbezirke gebildet.

### Verwaltungsgeschichte im Überblick
Die folgende Liste zeigt die Staaten und Verwaltungseinheiten, denen Kirchhain angehört(e):
- vor 1567: Heiliges Römisches Reich, Landgrafschaft Hessen, Amt Marburg, Gericht Kirchhain (Gericht Kirchhain bestand aus den Orten: Kirchhain, Langenstein und Niederwald)[9]
- ab 1567: Heiliges Römisches Reich, Landgrafschaft Hessen-Marburg, Amt Marburg
- ab 1592: Heiliges Römisches Reich, Landgrafschaft Hessen-Marburg, Amt Kirchhain
- 1604–1648: Heiliges Römisches Reich, strittig zwischen Landgrafschaft Hessen-Darmstadt und Landgrafschaft Hessen-Kassel (Hessenkrieg), Amt Kirchhain
- ab 1648: Heiliges Römisches Reich, Landgrafschaft Hessen-Kassel, Amt Kirchhain
- ab 1806: Landgrafschaft Hessen-Kassel, Amt Kirchhain
- 1807–1813: Königreich Westphalen, Departement der Werra, Distrikt Marburg, Kanton Kirchhain
- ab 1815: Kurfürstentum Hessen, Amt Kirchhain[10]
- ab 1821: Kurfürstentum Hessen, Provinz Oberhessen, Kreis Kirchhain[11][Anm. 2]
- ab 1848: Kurfürstentum Hessen, Bezirk Marburg
- ab 1851: Kurfürstentum Hessen, Provinz Oberhessen, Kreis Kirchhain
- ab 1867: Königreich Preußen, Provinz Hessen-Nassau, Regierungsbezirk Kassel, Kreis Kirchhain
- ab 1871: Deutsches Reich, Königreich Preußen, Provinz Hessen-Nassau, Regierungsbezirk Kassel, Kreis Kirchhain
- ab 1918: Deutsches Reich, Freistaat Preußen, Provinz Hessen-Nassau, Regierungsbezirk Kassel, Kreis Kirchhain
- ab 1932: Deutsches Reich, Freistaat Preußen, Provinz Hessen-Nassau, Regierungsbezirk Kassel, Landkreis Marburg
- ab 1944: Deutsches Reich, Freistaat Preußen, Provinz Kurhessen, Landkreis Marburg
- ab 1945: Deutsches Reich, Amerikanische Besatzungszone, Groß-Hessen, Regierungsbezirk Kassel, Landkreis Marburg
- ab 1946: Deutsches Reich, Amerikanische Besatzungszone, Hessen, Regierungsbezirk Kassel, Landkreis Marburg
- ab 1949: Bundesrepublik Deutschland, Hessen, Regierungsbezirk Kassel, Landkreis Marburg
- ab 1974: Bundesrepublik Deutschland, Hessen, Regierungsbezirk Kassel, Landkreis Marburg-Biedenkopf
- ab 1981: Bundesrepublik Deutschland, Hessen, Regierungsbezirk Gießen, Landkreis Marburg-Biedenkopf

### Gerichte seit 1821
Mit Edikt vom 29. Juni 1821 wurden in Kurhessen Verwaltung und Justiz endgültig getrennt. In Kirchhain wurde der Kreis Kirchhain für die Verwaltung eingerichtet und das Justizamt Kirchhain war als Gericht für Kirchhain zuständig. Nach der Annexion Kurhessens durch Preußen 1866 erfolgte am 1. September 1867 die Umbenennung des bisherigen Justizamtes in Amtsgericht Kirchhain. Auch mit dem Inkrafttreten des Gerichtsverfassungsgesetzes von 1879 blieb das Amtsgericht unter seinem Namen bestehen.

## Bevölkerung

### Einwohnerstruktur 2011
Nach den Erhebungen des Zensus 2011 lebten am Stichtag dem 9. Mai 2011 in Kirchhain 16.182 Einwohner. Darunter waren 885 (5,5 %) Ausländer, von denen 245 aus dem EU-Ausland, 551 aus anderen europäischen Ländern und 89 aus anderen Staaten kamen. Von den deutschen Einwohnern hatten 9,3 % einen Migrationshintergrund. Bis zum Jahr 2020 erhöhte sich die Ausländerquote auf 9,1 %. Nach dem Lebensalter waren 2907 Einwohner unter 18 Jahren, 6684 zwischen 18 und 49, 3330 zwischen 50 und 64 und 3261 Einwohner waren älter. Die Einwohner lebten in 6896 Haushalten. Davon waren 2087 Singlehaushalte, 1933 Paare ohne Kinder und 2198 Paare mit Kindern, sowie 561 Alleinerziehende und 117 Wohngemeinschaften.
In 1425 Haushalten lebten ausschließlich Senioren und in 4593 Haushaltungen leben keine Senioren.

### Einwohnerentwicklung
| Quelle: Historisches Ortslexikon |                                                                                           |
| • 1577:                          | 251 Hausgesesse, darunter 6 Burggeseß                                                     |
| • 1592:                          | 240 Hausgesesse                                                                           |
| • 1612:                          | 258 Pesttote                                                                              |
| • 1629:                          | 249 Haushalte                                                                             |
| • 1681:                          | 190 hausgesessene Mannschaften                                                            |
| • 1747:                          | 286 Haushalte                                                                             |
| • 1838:                          | Familien: 337 nutzungsberechtigte, 21 nicht nutzungsberechtigte Ortsbürger, 19 Beisassen. |

| Kirchhain: Einwohnerzahlen von 1786 bis 2020 | Kirchhain: Einwohnerzahlen von 1786 bis 2020 | Kirchhain: Einwohnerzahlen von 1786 bis 2020 | Kirchhain: Einwohnerzahlen von 1786 bis 2020 | Kirchhain: Einwohnerzahlen von 1786 bis 2020 |
| --- | -------------------------------------------- | -------------------------------------------- | -------------------------------------------- | -------------------------------------------- |
| Jahr |                                              |                                              |                                              | Einwohner                                    |
| 1786 | 1786                                         |                                              | 1.528                                        | 1.528                                        |
| 1800 | 1800                                         |                                              | ?                                            | ?                                            |
| 1834 | 1834                                         |                                              | 1.844                                        | 1.844                                        |
| 1840 | 1840                                         |                                              | 1.788                                        | 1.788                                        |
| 1846 | 1846                                         |                                              | 1.859                                        | 1.859                                        |
| 1852 | 1852                                         |                                              | 1.843                                        | 1.843                                        |
| 1858 | 1858                                         |                                              | 1.721                                        | 1.721                                        |
| 1864 | 1864                                         |                                              | 1.660                                        | 1.660                                        |
| 1871 | 1871                                         |                                              | 1.693                                        | 1.693                                        |
| 1875 | 1875                                         |                                              | 1.684                                        | 1.684                                        |
| 1885 | 1885                                         |                                              | 1.796                                        | 1.796                                        |
| 1895 | 1895                                         |                                              | 1.958                                        | 1.958                                        |
| 1905 | 1905                                         |                                              | 2.340                                        | 2.340                                        |
| 1910 | 1910                                         |                                              | 2.421                                        | 2.421                                        |
| 1925 | 1925                                         |                                              | 2.648                                        | 2.648                                        |
| 1939 | 1939                                         |                                              | 3.049                                        | 3.049                                        |
| 1946 | 1946                                         |                                              | 4.284                                        | 4.284                                        |
| 1950 | 1950                                         |                                              | 4.559                                        | 4.559                                        |
| 1956 | 1956                                         |                                              | 4.789                                        | 4.789                                        |
| 1961 | 1961                                         |                                              | 5.524                                        | 5.524                                        |
| 1967 | 1967                                         |                                              | 6.634                                        | 6.634                                        |
| 1972 | 1972                                         |                                              | 12.467                                       | 12.467                                       |
| 1975 | 1975                                         |                                              | 15.086                                       | 15.086                                       |
| 1980 | 1980                                         |                                              | 15.321                                       | 15.321                                       |
| 1985 | 1985                                         |                                              | 15.457                                       | 15.457                                       |
| 1990 | 1990                                         |                                              | 15.643                                       | 15.643                                       |
| 1995 | 1995                                         |                                              | 16.287                                       | 16.287                                       |
| 2000 | 2000                                         |                                              | 16.344                                       | 16.344                                       |
| 2005 | 2005                                         |                                              | 16.405                                       | 16.405                                       |
| 2010 | 2010                                         |                                              | 16.204                                       | 16.204                                       |
| 2011 | 2011                                         |                                              | 16.182                                       | 16.182                                       |
| 2015 | 2015                                         |                                              | 16.294                                       | 16.294                                       |
| 2020 | 2020                                         |                                              | 16.239                                       | 16.239                                       |
| Datenquelle: Historisches Gemeindeverzeichnis für Hessen: Die Bevölkerung der Gemeinden 1834 bis 1967. Wiesbaden: Hessisches Statistisches Landesamt, 1968. Weitere Quellen: ; 1972:; Hessisches Statistisches Informationssystem; Zensus 2011 Ab 1972 einschließlich der im Zuge der Gebietsreform in Hessen eingegliederten Orte. |                                              |                                              |                                              |                                              |

### Historische Religionszugehörigkeit
| Quelle: Historisches Ortslexikon | |
| • 1861:                          | 0440 evangelisch-reformierte, 1198 evangelisch-lutherische, ein unierter, 59 katholische, 49 jüdische Einwohner                                     |
| • 1885:                          | 1554 evangelische, 101 katholische und 141 jüdische Einwohner                                                                                       |
| • 1961:                          | 4065 evangelische, 1336 römisch-katholische Einwohner                                                                                               |
| • 1987:                          | 9743 evangelische (= 64,47 %), 4233 katholische (= 28,01 %), 1137 sonstige (= 7,52 %) Einwohner                                                     |
| • 2011:                          | 9020 evangelische (= 55,9 %), 4350 katholische (= 26,9 %), 180 orthodoxe (= 1,1 %), 340 andersgläubig (= 2,1 %), 2100 sonstige (= 13,0 %) Einwohner |

### Historische Erwerbstätigkeit
| Quelle: Historisches Ortslexikon | |
| • 1786:                          | 60 Bäcker, 18 Schneider, 58 Schuhmacher, 17 Leineweber, 10 Metzger, 16 Lohgerber, 5 Schmiede, 6 Schlosser, ein Wagner, zwei Bender, 6 Krämer, drei Sattler, ein Eulner oder Ziegelbrenner, drei Hutmacher, 4 Schreiner, ein Drechsler, drei Fenstermacher, zwei Strumpfweber, 4 Wollstrumpfstricker, 4 Zimmerleute, 4 Maurer und Weißbinder, 6 Wirte, drei Weinschenker, 27 Branntweinbrenner und -schenker, drei Seifensieder, ein Kürschner, 24 Bierbrauer, ein Braumeister, zwei Brauknechte, 4 Lederhändler, 4 Chirurgen, ein Apotheker, 5 Lohnschäfer, 39 Tagelöhner und -innen; 6 Juden, die mit Vieh, Geldwechseln und sonstige Sachen Gewerbe treiben. |
| • 1838:                          | Familien: 63 Ackerbau, 200 Gewerbe, 48 Tagelöhner. |
| • 1961:                          | Erwerbspersonen: 158 Land- und Forstwirtschaft, 1138 Produzierendes Gewerbe, 536 Handel und Verkehr, 578 Dienstleistungen und Sonstiges. |

## Politik

### Stadtverordnetenversammlung
Die Kommunalwahl am 14. März 2021 lieferte folgendes Ergebnis, in Vergleich gesetzt zu früheren Kommunalwahlen:

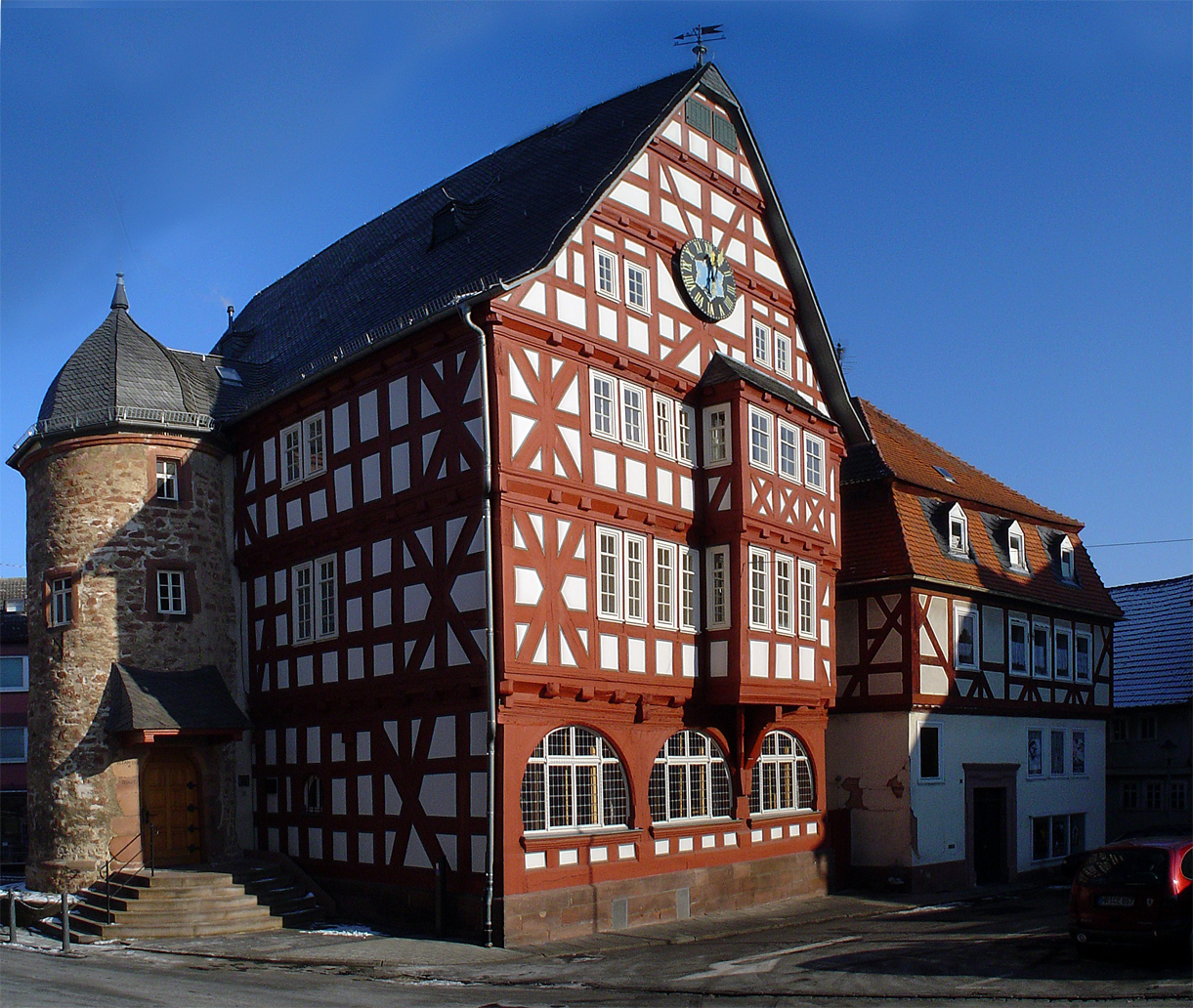
Rathaus

| Sitzverteilung in der Stadtverordnetenversammlung 2021Insgesamt 37 Sitze - Linke: 2 - SPD: 14 - Grüne: 5 - BLK: 3 - FDP: 2 - CDU: 11 | Parteien und Wählergemeinschaften | Parteien und Wählergemeinschaften           | 2021  | 2021  | 2016  | 2016  | 2011  | 2011  | 2006  | 2006  | 2001  | 2001  |
| Sitzverteilung in der Stadtverordnetenversammlung 2021Insgesamt 37 Sitze - Linke: 2 - SPD: 14 - Grüne: 5 - BLK: 3 - FDP: 2 - CDU: 11 | Parteien und Wählergemeinschaften | Parteien und Wählergemeinschaften           | %     | Sitze | %     | Sitze | %     | Sitze | %     | Sitze | %     | Sitze |
| Sitzverteilung in der Stadtverordnetenversammlung 2021Insgesamt 37 Sitze - Linke: 2 - SPD: 14 - Grüne: 5 - BLK: 3 - FDP: 2 - CDU: 11 | SPD                               | Sozialdemokratische Partei Deutschlands     | 37,4  | 14    | 46,1  | 17    | 38,8  | 14    | 40,3  | 15    | 47,1  | 17    |
| Sitzverteilung in der Stadtverordnetenversammlung 2021Insgesamt 37 Sitze - Linke: 2 - SPD: 14 - Grüne: 5 - BLK: 3 - FDP: 2 - CDU: 11 | CDU                               | Christlich Demokratische Union Deutschlands | 31,2  | 11    | 36,2  | 13    | 39,9  | 15    | 40,6  | 15    | 39,3  | 15    |
| Sitzverteilung in der Stadtverordnetenversammlung 2021Insgesamt 37 Sitze - Linke: 2 - SPD: 14 - Grüne: 5 - BLK: 3 - FDP: 2 - CDU: 11 | Grüne                             | Bündnis 90/Die Grünen                       | 13,1  | 5     | 7,7   | 3     | 14,6  | 5     | 9,6   | 4     | 7,4   | 3     |
| Sitzverteilung in der Stadtverordnetenversammlung 2021Insgesamt 37 Sitze - Linke: 2 - SPD: 14 - Grüne: 5 - BLK: 3 - FDP: 2 - CDU: 11 | BLK                               | Bürgerliste Kirchhain                       | 8,7   | 3     | —     | —     | —     | —     | —     | —     | —     | —     |
| Sitzverteilung in der Stadtverordnetenversammlung 2021Insgesamt 37 Sitze - Linke: 2 - SPD: 14 - Grüne: 5 - BLK: 3 - FDP: 2 - CDU: 11 | FDP                               | Freie Demokratische Partei                  | 5,4   | 2     | 5,1   | 2     | 3,8   | 2     | 5,7   | 2     | —     | —     |
| Sitzverteilung in der Stadtverordnetenversammlung 2021Insgesamt 37 Sitze - Linke: 2 - SPD: 14 - Grüne: 5 - BLK: 3 - FDP: 2 - CDU: 11 | Linke                             | Die Linke                                   | 4,2   | 2     | 4,9   | 2     | 2,8   | 1     | —     | —     | —     | —     |
| Sitzverteilung in der Stadtverordnetenversammlung 2021Insgesamt 37 Sitze - Linke: 2 - SPD: 14 - Grüne: 5 - BLK: 3 - FDP: 2 - CDU: 11 | UWG                               | Unabhängige Wählergemeinschaft              | —     | —     | —     | —     | —     | —     | 3,9   | 1     | 6,2   | 2     |
| Sitzverteilung in der Stadtverordnetenversammlung 2021Insgesamt 37 Sitze - Linke: 2 - SPD: 14 - Grüne: 5 - BLK: 3 - FDP: 2 - CDU: 11 | Gesamt                            | Gesamt                                      | 100,0 | 37    | 100,0 | 37    | 100,0 | 37    | 100,0 | 37    | 100,0 | 37    |
| Sitzverteilung in der Stadtverordnetenversammlung 2021Insgesamt 37 Sitze - Linke: 2 - SPD: 14 - Grüne: 5 - BLK: 3 - FDP: 2 - CDU: 11 | Ungültige Stimmen in %            | Ungültige Stimmen in %                      | 2,8   | —     | 3,4   | —     | 2,9   | —     | 2,9   | —     | 2,5   | —     |
| Sitzverteilung in der Stadtverordnetenversammlung 2021Insgesamt 37 Sitze - Linke: 2 - SPD: 14 - Grüne: 5 - BLK: 3 - FDP: 2 - CDU: 11 | Wahlbeteiligung in %              | Wahlbeteiligung in %                        | 53,3  | 53,3  | 57,7  | 57,7  | 50,5  | 50,5  | 53,6  | 53,6  | 60,5  | 60,5  |

### Bürgermeister
Nach der hessischen Kommunalverfassung wird der Bürgermeister für eine sechsjährige Amtszeit gewählt, seit dem Jahr 1993 in einer Direktwahl, und ist Vorsitzender des Magistrats, dem in der Stadt Kirchhain neben dem Bürgermeister ehrenamtlich ein Erster Stadtrat und sieben weitere Stadträte angehören. Bürgermeister ist seit dem 1. August 2016 Olaf Hausmann (SPD), der in der Kommunalpolitik bis dahin Fraktionsvorsitzender seiner Partei war. Er wurde als Nachfolger von Jochen Kirchner, der nach zwei Amtszeiten nicht mehr kandidiert hatte, am 6. März 2016 im ersten Wahlgang bei 57,8 Prozent Wahlbeteiligung mit 59,8 Prozent der Stimmen gewählt. Es folgte eine Wiederwahl im Mai 2022.
Amtszeiten der Bürgermeister
- 2016–2028 Olaf Hausmann (SPD)[28]
- 2004–2016 Jochen Kirchner
- 1992–2004 Klaus Hesse (SPD)[32]

### Ortsbeiräte
Für alle im Zuge der Gebietsreform in Hessen eingegliederten Gemeinden bestehen Ortsbezirke mit Ortsbeirat und Ortsvorsteher, nach Maßgabe der §§ 81 und 82 HGO und des Kommunalwahlgesetzes in der jeweils gültigen Fassung. Die Wahl der Ortsbeiräte erfolgt im Rahmen der Kommunalwahlen. Der Ortsbeirat wählt eines seiner Mitglieder zum Ortsvorsteher bzw. zur Ortsvorsteherin.

### Wappen
Am 11. November 1986 genehmigte das Hessische Ministerium des Innern das Wappen mit folgender Beschreibung:
| Wappen von Kirchhain | Blasonierung: „In Rot ein silberner Spangenhelm mit goldenen Helmdecken und zwei silbernen Büffelhörnern als Helmzier, die außen mit je sechs silbernen Lindenzweigen besteckt sind, zwischen den Büffelhörnern ein goldenes ‚K‘.“ |
| Wappen von Kirchhain | Wappenbegründung: Das heutige Wappen zeigt Helm und Kleinod der Grafen von Hessen. Alle historischen Siegel und Wappenbilder zeigten die gleiche Zusammensetzung, teilweise mit kleinen Ergänzungen, wie dem Buchstaben K, einem Löwenkopf oder einem kleinen Kreuz. Letzteres weist wahrscheinlich darauf hin, dass die Stadt von 1350 bis 1370 eine Leihgabe des Deutschen Ordens war. Der Löwenkopf war der des hessischen Löwen, der Buchstabe K offensichtlich der Anfangsbuchstabe der Stadt. Im 18. Jahrhundert wurde der kleine Löwenkopf fälschlicherweise in einen Ochsenkopf umgewandelt. Im frühen 19. Jahrhundert wurden schließlich alle kleinen Ergänzungen entfernt und bis zur Gebietsreform in den 1970er Jahren verwendete die Stadt das Wappen ohne den Buchstaben K. Ein anderes Wappen wurde 1956 vorgeschlagen und im Hessischen Wappenbuch veröffentlicht. Es zeigte einen silbernen Löwen in Rot und ein kleines silbernes Viertel mit einem schwarzen Kreuz. Dargestellt wurde damit die älteste Form des hessischen Löwen und das Kreuz des Deutschen Ordens. Dieser Vorschlag wurde von der Stadt nicht angenommen und stattdessen in den 1970er Jahren der Buchstabe K hinzugefügt. Dadurch wurde auch eine Verwechslung mit dem Wappen von Kirtorf vermieden, das eine ähnliche Darstellung zeigt. |

Das Stadtwappen in der heutigen Form wurde vom Heraldiker Heinz Ritt aus Bad Nauheim entworfen.

### Flagge
Die nichtamtliche Flagge der Stadt Kirchhain besteht aus einer von Rot, Weiß, Rot, Weiß, Rot längsgeteilten Flaggenbahn und einem schwarzen Kreuz im Flaggenhaupt. Aus älteren Schriftstücken ist überliefert, dass die Flagge im Vorfeld der Jubiläumsfeier „600 Jahre Stadtrechte“ in 1952 (zunächst vereinzelt) als Fahnenschmuck für Hausfassaden entstanden ist. Die Gestaltung fand dann offensichtlich Gefallen in der Bevölkerung und vermehrt Nachahmer. Inzwischen ist die Flagge als inoffizielle „Stadtfahne“ der Stadt Kirchhain etabliert.

### Städtepartnerschaften
Kirchhain unterhält mit folgender Stadt eine Städtepartnerschaft:
- Plomelin, Bretagne, Frankreich (seit 1966, gegründet und gelebt im jetzigen Stadtteil Betziesdorf)

Außerdem unterhält Kirchhain mit folgender Stadt eine Städtefreundschaft:
- Doberlug-Kirchhain, Brandenburg, Deutschland (seit 1989)

## Kultur und Sehenswürdigkeiten

### Märkte
Begünstigt durch die Lage an den alten Handelsrouten ist Kirchhain eine traditionelle Marktstadt. Bis heute werden viele Märkte in Kirchhain gehalten. Die größten Märkte mit mehreren zehntausend Besuchern sind der Ostermarkt am Wochenende vor Ostern und der Martinsmarkt, der am letzten Oktoberwochenende abgehalten wird. Am ersten Adventswochenende findet gemeinsam mit dem Weihnachtsmarkt der Kirchhainer Kunstmarkt statt; der Neujahrsmarkt wird am letzten Werktag vor Silvester veranstaltet.

### Parks und Grünanlagen

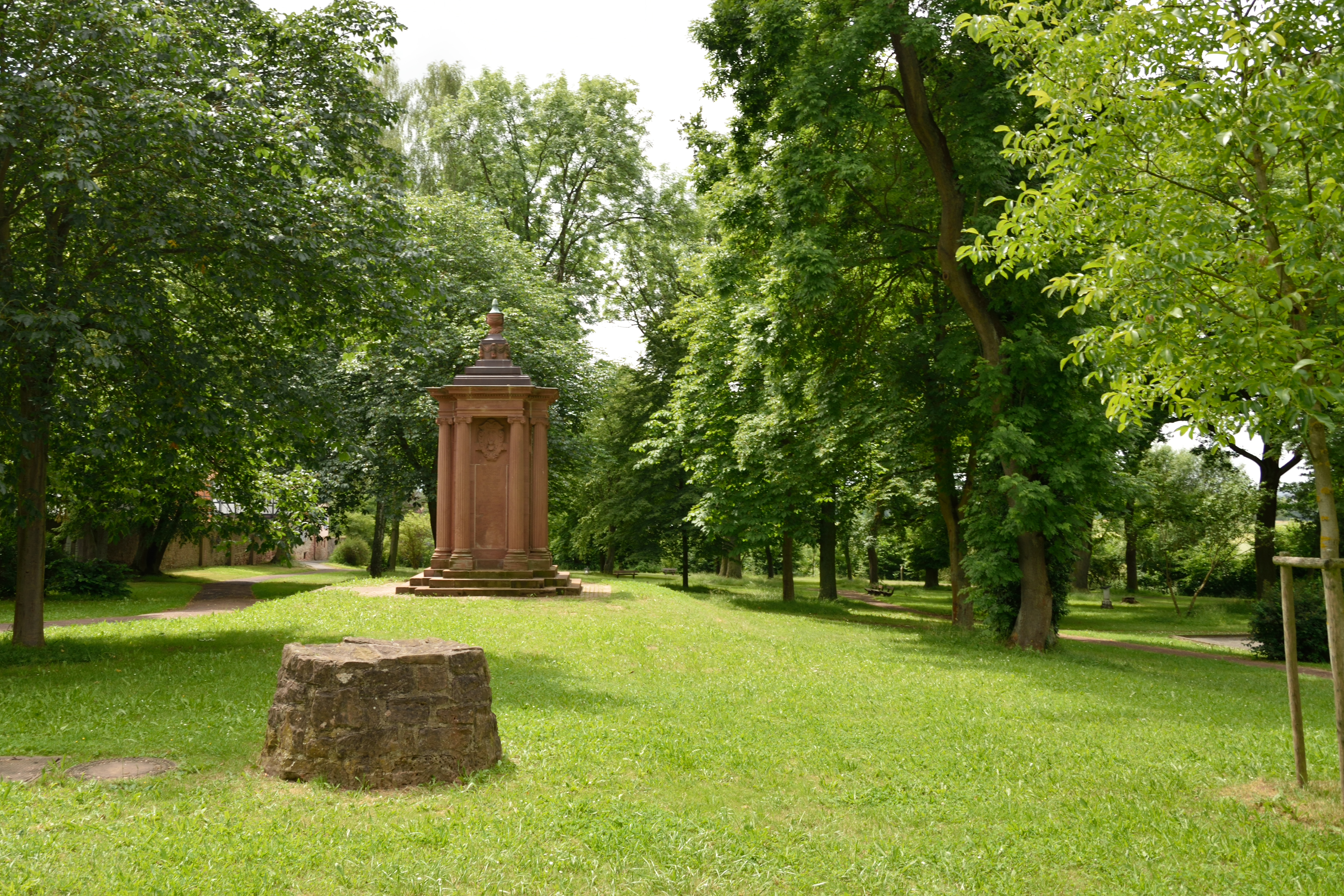
Ehrenmal im Annapark

Am nordwestlichen Rand der Kirchhainer Altstadt befindet sich der Annapark, ein ehemaliger (1828 bis 1899) Friedhof, der vom Marburger Brauereibesitzer Bopp als Park hergerichtet und nach seiner Frau benannt wurde. Neben der Skulptur „Die Wartende“ (von Hermann Pohl, Kassel) befindet sich dort seit Juni 2015 die Bronzeskulptur Lesendes Mädchen (Spitzname „Anneliese“) des Münsterländer Bildhauers Bernhard Kleinhans. Dessen Witwe, eine gebürtige Kirchhainerin, hatte sie der Stadt gestiftet.

### Naturräume
In der Nähe der Kernstadt Kirchhains befindet sich das Naturerlebnisgebiet Erlensee. Einige Bereiche davon gehören zum Naturschutzgebiet Brießelserlen. Dieses ist ein beliebter Rückzugsort für Vögel. Darüber hinaus bietet der Erlensee auch für Spaziergänger und Naturliebhaber einige Attraktionen. So gibt es hier eine Info- und Akustikstation in der Tierstimmen und Klangbilder anzuhören sind, einen Baum-des-Jahres-Pfad, wo alle seit 1989 gekürten Bäume des Jahres als gepflanzte Exemplare zu bewundern sind, eine Beobachtungsplattform und einen Jahreszeitenpfad an dem zur jeweiligen Jahreszeit passend Schautafeln mit Informationen zum Erlensee und der heimischen Flora und Fauna aufgehängt sind. Des Weiteren versteht sich der Erlensee als außerschulischer Lernort an dem ganzjährig auf Wunsch Führungen angeboten werden. Für Blinde wurde ein Leit- und Führsystem rund um den See erbaut.
Im Kirchhainer Ortsteil Himmelsberg befindet sich eine einst als Tanzlinde fungierende alte Sommerlinde, die sogenannte Linde zu Himmelsberg. Sie wird auch als 1000-jährige Linde bezeichnet und ist seit 1971 Naturdenkmal. 2001 erschien ihr Motiv auf einer Sondermarke der Deutschen Post.

### Museen
Das Kleine Dachmuseum in den Vereinsräumen der Kurhessischen Bürgergarde Kirchhain e. V. (Bahnhofstraße) beherbergt eine heimat- und militärgeschichtliche Sammlung zur Geschichte Kirchhains.
Die Geschichte Großseelheims wird im Heimatmuseum Großseelheim präsentiert. In dem Museum können unter anderem eine komplett eingerichtete Schmiede und eine Schusterwerkstatt besichtigt werden.

### Bauwerke
- Kernstadt

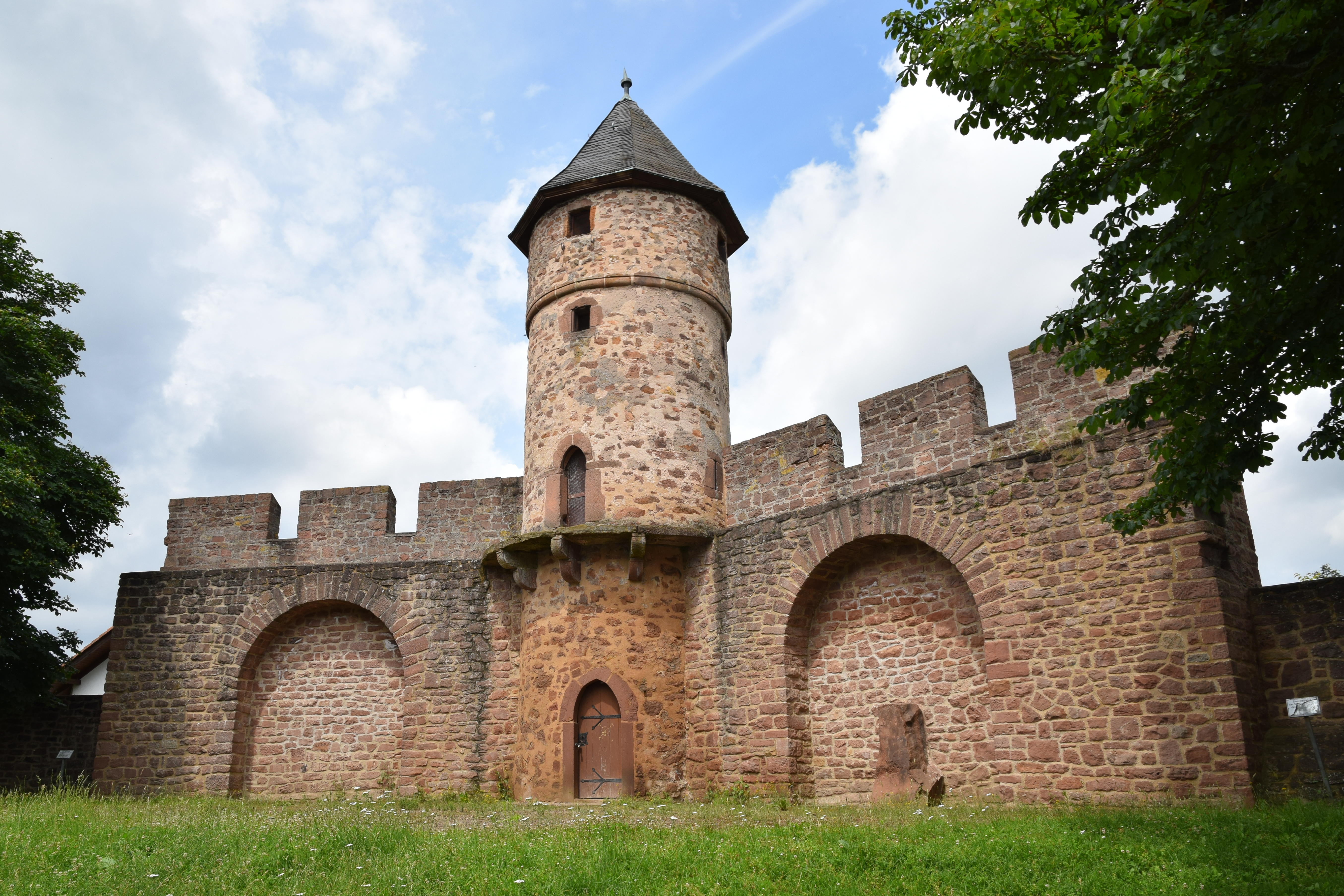
Hexenturm Kirchhain

In der Kernstadt Kirchhains befindet sich der historische Stadtkern mit einigen sehenswerten Bauwerken. Dazu zählen unter anderem das um 1450 in Fachwerk erbaute Rathaus, Wahrzeichen der Stadt am Rande des Marktplatzes, und das 1612 erbaute Haus „Zum blauen Löwen“, das Geburtshaus des Dichters Eberhard Werner Happel. Darüber hinaus sind in der Altstadt die Stadtmauerreste mit dem Hexenturm, wo früher Frauen als „Hexen“ inhaftiert wurden, bevor sie zur Aburteilung nach Marburg kamen, und das heute in den Bau eines Alten- und Pflegeheims integrierte Burgtor als Rest der ehemaligen Stadtburg sehenswert. Daneben lohnt in der Kernstadt auch ein Besuch der evangelischen Stadtkirche St. Michael aus dem 15. Jahrhundert, der katholischen Kirche St. Elisabeth und des Torsos der ehemaligen Synagoge.

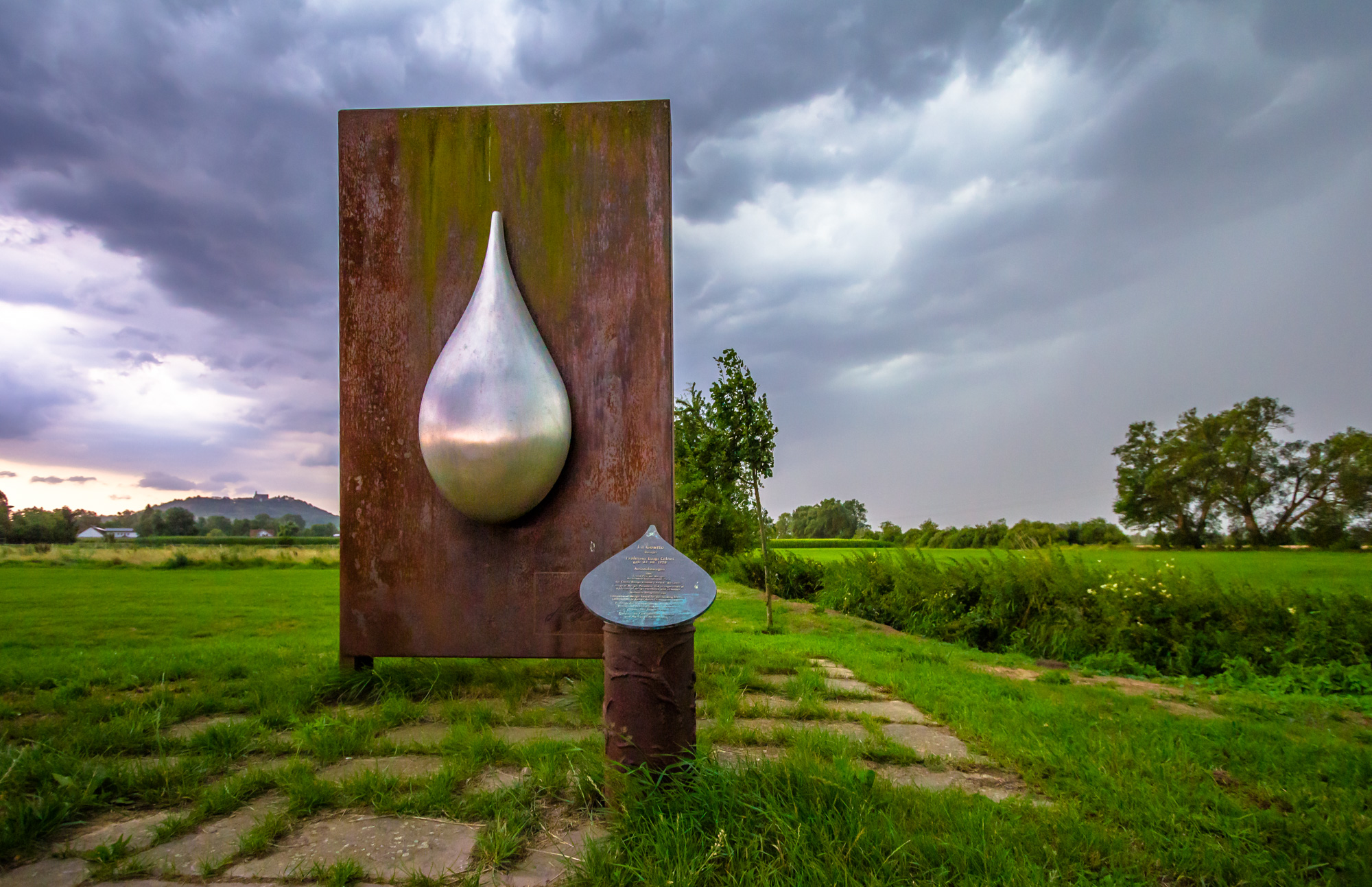
Skulptur La Goutte von Luigi Colani am Skulpturenpfad Kirchhain

Seit 2006 existiert der Skulpturenpfad, der die Verbindung der Menschen mit der Natur als zentrales Thema aufgreift. Er erstreckt sich über ca. zwei Kilometer und verläuft vom Erlensee über den Annapark bis zum Bahnhof. Seit seiner Einweihung im Rahmen des Kulturherbstes der Region Burgwald wurde der Pfad um weitere Exponate ergänzt. Die „Freilichtsammlung“ umfasst mittlerweile Skulpturen und Plastiken heimischer sowie international renommierter Künstler. Darunter z. B. die Skulpturen Geloest (von Ortrud Sturm), Jede Menge Grazien (von Werner Berges) oder die Großplastik La Goutte (von Luigi Colani).
- Anzefahr

In Anzefahr zählen das Semmekreuz, die barocke katholische Pfarrkirche St. Michael und die Gebäude der Ordensmühle an der Ohm zu den historisch bedeutendsten Zeugnissen. Darüber hinaus erinnert ein Gedenkstein an die Ausgrabungen im oberen Teil des Kiefernweges. Bei den Ausgrabungen wurden mehrere Urnengräber freigelegt. Sie sind heutzutage jedoch nicht mehr zu sehen.
- Betziesdorf

Als Wahrzeichen des Ortsteils gilt die 1789 erbaute spätbarocke Pfarrkirche.
- Burgholz

Westlich des Ortsteils sind einige Reste der Hunburg zu sehen. Sie wurden 1936 bei Ausgrabungen freigelegt. Darüber hinaus ist auch noch der Katharinenbrunnen erhalten. Er versorgte zunächst die Burg mit Wasser und dann später die Burgholzer Bürger. Als Kleinod in Burgholz gilt das restaurierte Spritzenhaus.
- Emsdorf

Die katholische Kirche Mariae Himmelfahrt in Emsdorf wurde im barocken Stil erbaut und zählt zu den schönsten Barockkirchen Oberhessens. Besonders sehenswert sind ihre Altäre sowie ihr Deckengemälde.
- Langenstein

Langenstein besitzt mit der evangelischen St.-Jakobi-Kirche eine von zwei Kirchen in Deutschland, die ein sogenanntes doppeltes freischwebendes sechseckiges wabenförmiges Netzgewölbe haben. Sie ist somit ein herausragendes Kulturdenkmal. Des Weiteren ist der Lange Stein sehenswert. Er zählt zu den bedeutendsten Menhiren Hessens, wenn nicht sogar Deutschlands.
- Sindersfeld

Zu den Sehenswürdigkeiten des Ortsteils zählen die Kirche St. Matthäus und das Sühnekreuz. Die Kirche ist eine der wenigen Jugendstilkirchen der Region.
- Stausebach

Größte Sehenswürdigkeit des Ortsteils ist die spätgotischen Kirche St. Mariae Himmelfahrt. Um die Kirche herum sind einige alte Grabsteine aus dem 17. Jahrhundert und jünger platziert. Des Weiteren befinden sich nördlich von Stausebach einige teilweise rekonstruierte bronzezeitliche Hügelgräber.

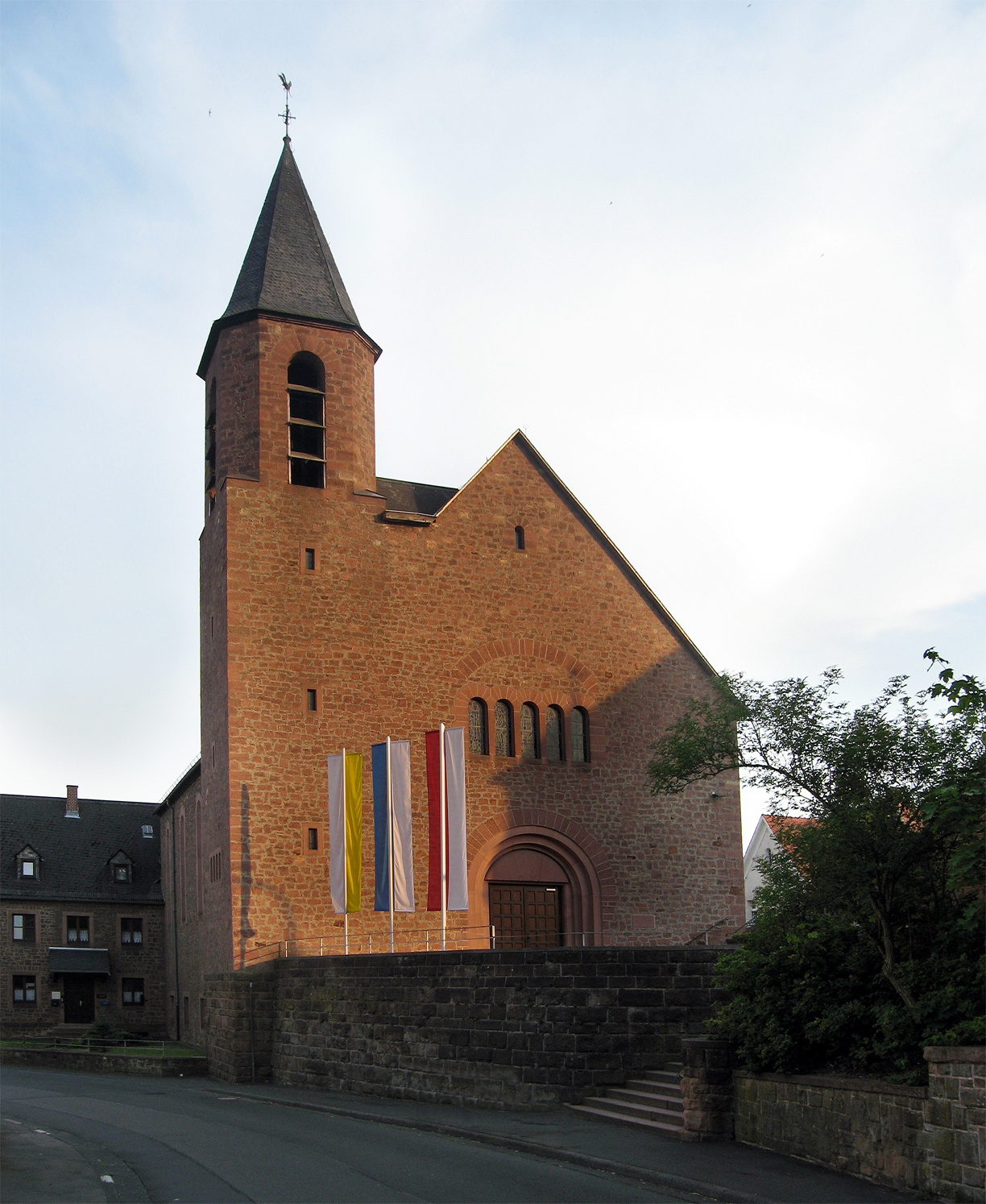
Die St.-Elisabeth-Kirche
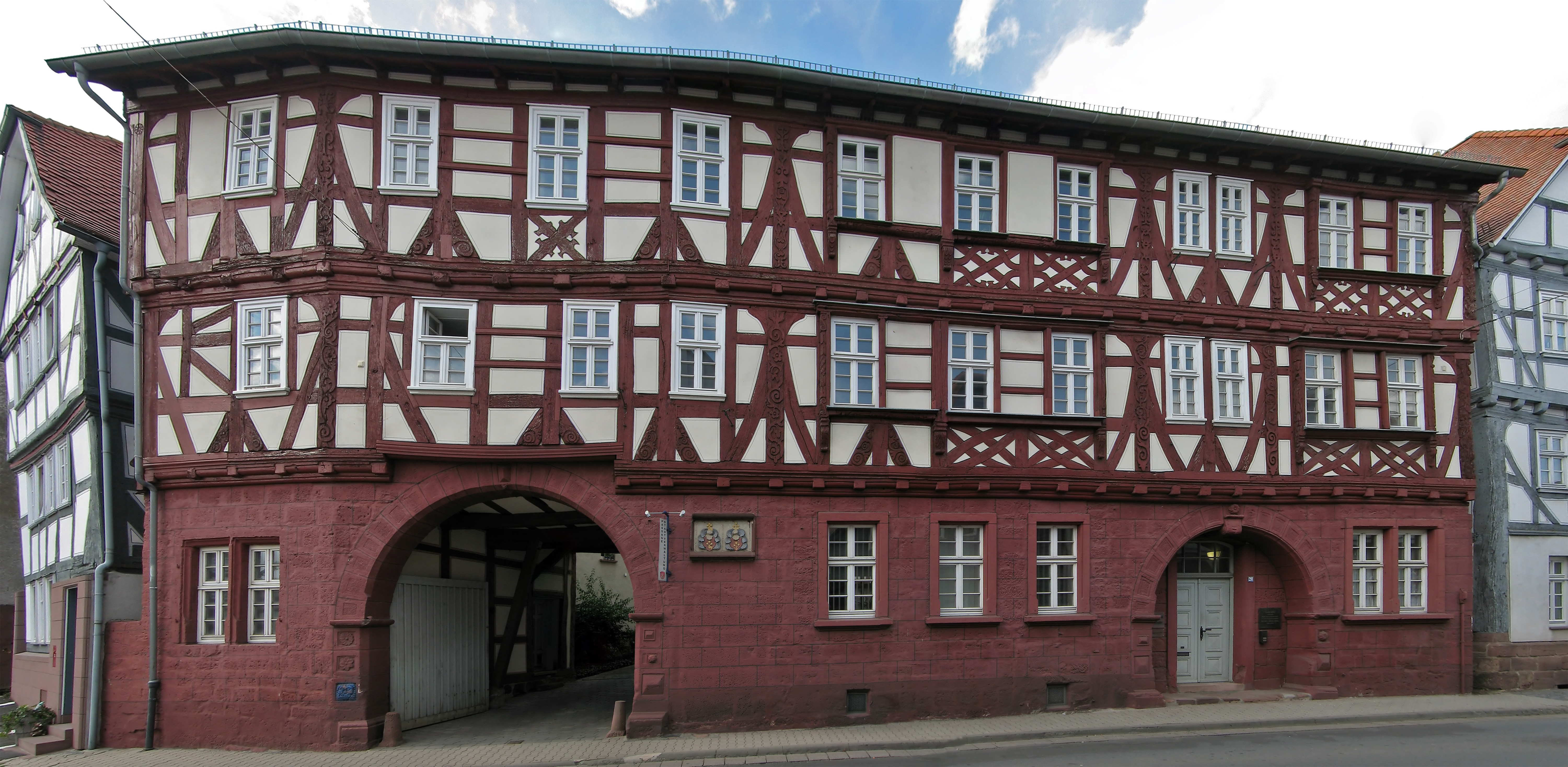
Der „Blaue Löwe“
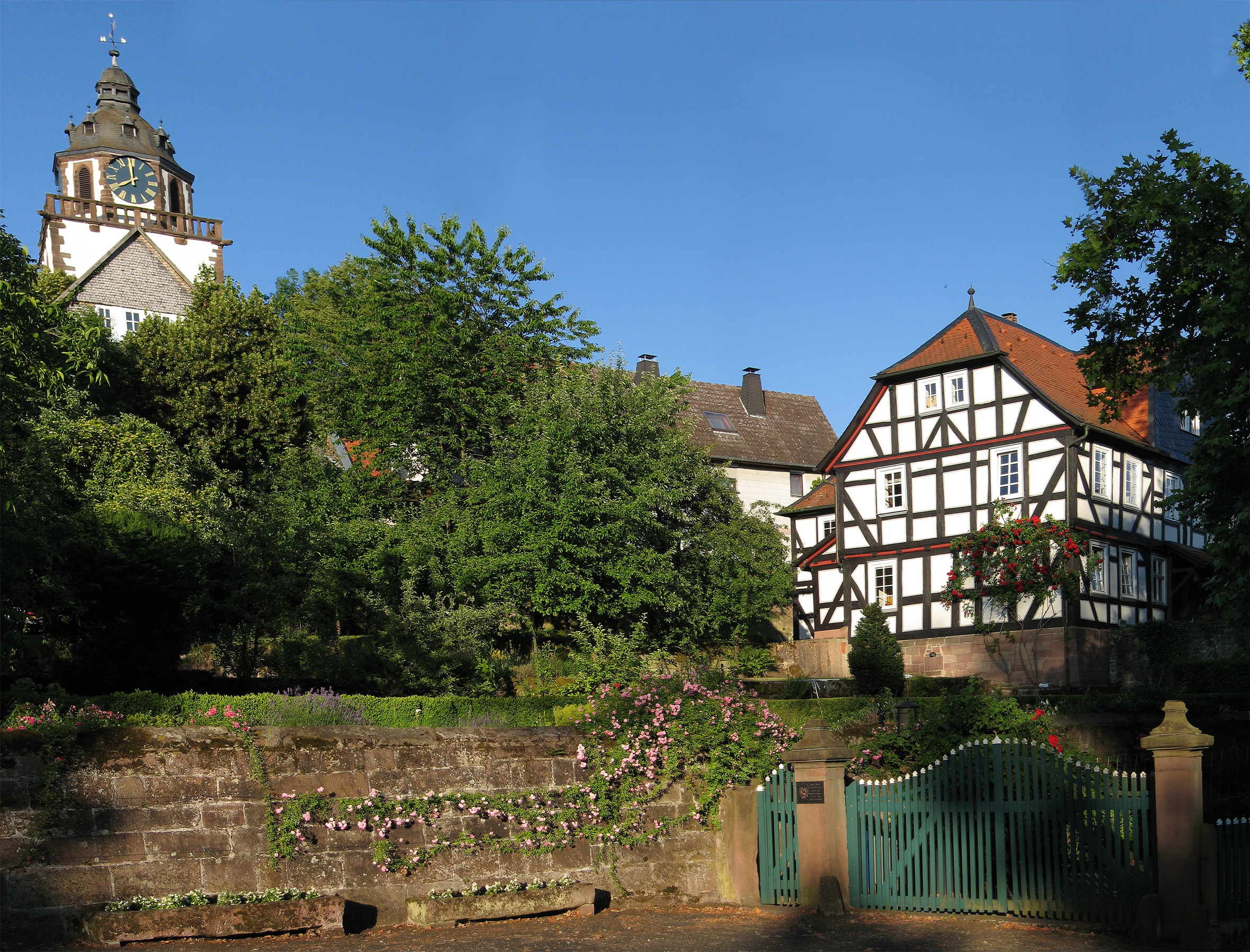
Stadtkirche St. Michael und Gillhof
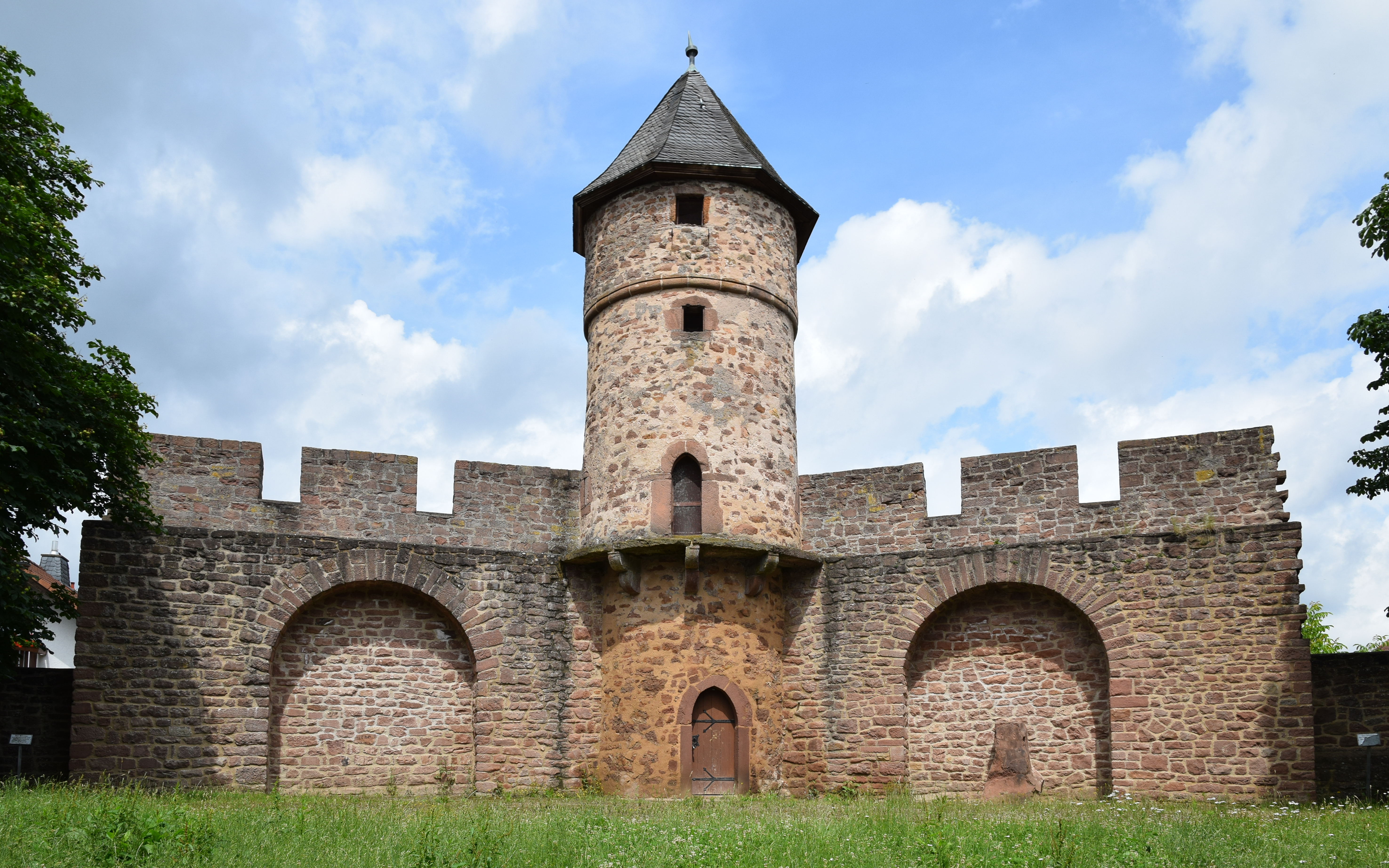
Hexenturm mit Teil der Stadtmauer

## Wirtschaft und Infrastruktur

### Bildung
Die Alfred-Wegener-Schule ist mit über 1000 Schülern die größte Schule im Stadtgebiet und liegt nordwestlich des Stadtzentrums. Zu ihr gehören zwei Schulsporthallen und ein Stadion. Direkt angrenzend befinden sich die beruflichen Schulen sowie eine Großsporthalle (Heinrich-Weber-Halle), die vom Landkreis Marburg-Biedenkopf betrieben wird. Darüber hinaus gibt es eine Grundschule in der Kernstadt sowie in den meisten Stadtteilen.

### Wirtschaftsstruktur
In der Kernstadt befindet sich der Bahnhof Kirchhain. Vom Bahnhofsvorplatz aus verläuft, in Richtung Süden bis zum Marktplatz, die Kirchhainer Fußgängerzone, eine Einkaufsstraße mit zahlreichen Einzelhandelsläden, darunter Warenhäuser, Boutiquen, Elektronikgeschäfte und Gastronomiebetriebe. In Richtung Emsdorf gibt es ein großes Neubaugebiet; dort befinden sich außer einer großen Anzahl neu gebauter Ein- und Mehrfamilienhäuser auch ein Neubau des Altenhilfezentrums und die Heilpädagogische Gemeinschaft.
Die Gebiete am östlichen und westlichen Ende des Stadtgebietes sind als Industriegebiete ausgewiesen, wobei der Industriepark Kirchhain das größere von beiden ist. Die beiden größten herstellenden Betriebe sind die Marburger Tapetenfabrik und der Solaranlagenhersteller Wagner & Co, der im Jahr 2008 in Kirchhain die erste energieneutrale Fabrik zur weitgehend automatisierten Produktion von Solarkollektoren eröffnete.

### Verkehr

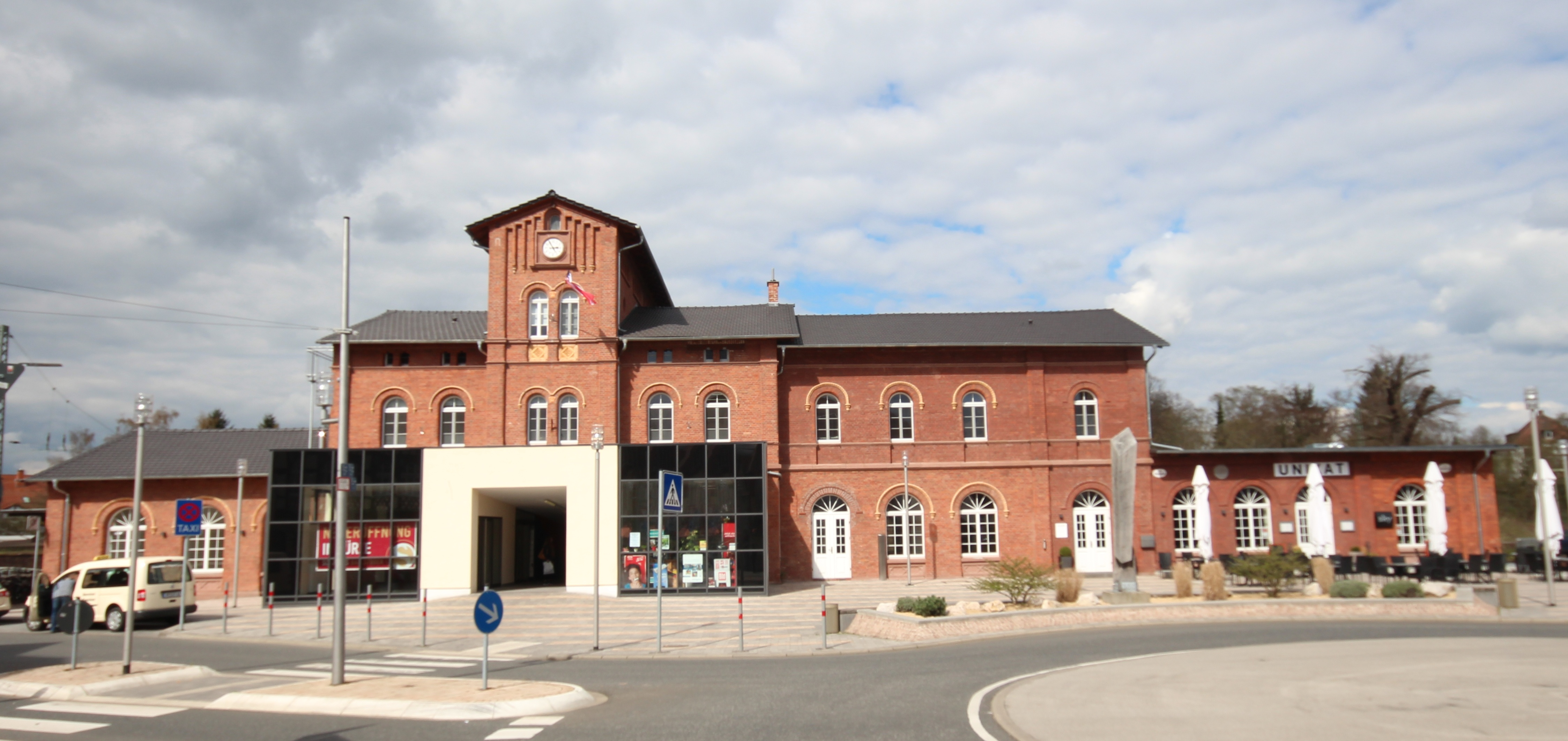
Bahnhof

Kirchhain ist über die Anschlussstellen Kirchhain-West, Kirchhain-Mitte und Kirchhain-Ost an die Schnellstraße B 62 und an die B 454 angebunden und somit ans Bundesfernstraßennetz angebunden.
Ab dem Busbahnhof am Bahnhof Kirchhain gibt es zahlreiche Busverbindungen innerhalb Kirchhains, in alle Stadtteile, sowie zu vielen umliegenden Städten, wie zum Beispiel Marburg.
Zugverbindungen bestehen ab dem Bahnhof Kirchhain über die Main-Weser-Bahn Richtung Frankfurt und Kassel. In Kirchhain halten der Main-Weser-Express, der Kasseler Flügelzug des Main-Sieg-Expresses und der Mittelhessen-Express. Das Empfangsgebäude stammt von 1849 und von Julius Eugen Ruhl.

### Öffentliche Einrichtungen
Das Amtsgericht Kirchhain hat seinen Sitz in der Stadt.

## Persönlichkeiten

### In Kirchhain geborene Persönlichkeiten

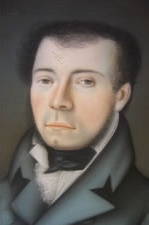
Heinrich Scheffer

- Heinrich von Langenstein (1325–1397), Theologe, Kirchenpolitiker und Astronom
- Heinrich Kornmann (1570–1627), Jurist, kurmainzischer Rat und Chronist[46]
- Katharina Lips (um 1625–unbekannt), 1672 in einem Hexenprozess als angebliche Hexe hingerichtet
- Eberhard Werner Happel (1647–1690), Dichter
- Hennoch Wolf alias Elchanan Henle Kirchhain (1666–1757), Rabbiner und Autor des jiddischen Moralbuches Simchat ha-Nefesch
- Johann Friedrich Syer (1701–1787), Orgelbauer
- Johann Heinrich Fenner von Fenneberg (1774–1849), Mediziner und Dichter
- Heinrich Joseph Wetzer (1801–1853), Orientalist
- Philipp Jacobi (1806–1888), Bürgermeister, Apotheker und Mitglied der kurhessischen Ständeversammlung
- Heinrich Scheffer (1808–1846), Schriftsteller, Bürgermeister von Kirchhain
- Benedict Stilling (1810–1879), Mediziner und Anatom
- Ludwig Happich (1858-nach 1929), Reichsgerichtsrat
- Karl Peter Bopp (1865–1931), Abgeordneter des Provinziallandtages der Provinz Hessen-Nassau
- Paul Heinrich Römer (1876–1916), Hygieniker, einziger Schüler Emil von Behrings, Ordinarius in Greifswald und Halle
- Hubert Lütcke (1887–1963), Architekt
- Moritz Rülf (1888–vermutlich 1942), Lehrer und jüdischer Prediger
- Lisa de Boor geb. Hüttel (1894–1957), Lyrikerin, Schriftstellerin[47]
- Albert Henze (1894–1979), Generalleutnant im Zweiten Weltkrieg
- Leo Strauss (1899–1973), Philosoph
- Otto Schweinsberger (1904–nach 1958), Jurist
- Ursula de Boor (1915–2001), Mitglied der Weißen Rose Hamburg, einer Widerstandsgruppe gegen den Nationalsozialismus
- Clemens de Boor (1920–2005), Leiter des Sigmund-Freud-Instituts in Frankfurt am Main
- Fritz Cron (1925–2017), Motorradgespannrennfahrer, Weltmeister 1954 und 1956
- Wilhelm Noll (1926–2017), Motorradgespannrennfahrer, Weltmeister 1954 und 1956
- Almut Seiler-Dietrich (* 1947), Autorin
- Felix Römer (* 1979), Autor und Slam-Poet

### Persönlichkeiten, die in Kirchhain gelebt oder gewirkt haben
- Heinrich Horch (1652–1729), separatistischer Mystiker innerhalb des radikalen Pietismus, wohnhaft in Kirchhain von 1708 bis zu seinem Tod[46]
- Friedrich Cranz (1792–1840), Verwaltungsbeamter und ehemaliger Landrat im Kreis Kirchhain, verstorben in Kirchhain
- Ludwig Vogel (1920–2014), römisch-katholischer Priester, Kaplan in Kirchhain-Anzefahr
- Gustava Schefer-Viëtor (1932–2016), Pädagogin, Erziehungswissenschaftlerin, Geschlechterforscherin und Feministin, arbeitete fünf Jahre als Lehrerin in Kirchhain
- Mathias Schröder (1941–2023), Arzt, Schriftsteller und Drehbuchautor, aufgewachsen in Kirchhain
- Friedrich Bohl (* 1945), Politiker (CDU), von 1991 bis 1998 Bundesminister für besondere Aufgaben Chef des Bundeskanzleramts, wohnhaft in Kirchhain[48]
- Werner Meuser (* 1952), Weltmeister im Segelfliegen, wohnhaft in Kirchhain[46]
- Reiner Cunz (* 1958), Historiker und Numismatiker, aufgewachsen in Kirchhain
- Andreas Blank (1961–2001), Romanist und Sprachwissenschaftler, verstorben in Kirchhain
- Gabriela Lesch (* 1964), Mittelstreckenläuferin, wohnhaft in Kirchhain
- Maximilian Schwetz (* 1991), ehemaliger professioneller Triathlet